# Unió Esportiva d'Horta
La Unió Esportiva d'Horta és un club esportiu del barri d'Horta de Barcelona fundat el 1953 com a Club de Natació Horta. Les seves primeres seccions van ser la natació i el waterpolo, i temps després incorporà bàsquet, hoquei sobre patins, patinatge artístic i frontó.

## Copa Barcelona femenina de waterpolo
La Copa Barcelona femenina és un torneig amistós de waterpolo que organitza la UE Horta des de l'any 2013. La competició es disputa a partit únic a principis de gener a la piscina d'aquest club barceloní paral·lelament a la Copa Barcelona de waterpolo masculí.
| Any  | Campió         | Subcampió     | Resultat |
| ---- | -------------- | ------------- | -------- |
| 2013 | CN Sant Feliu  | UE Horta      | 17-8     |
| 2014 | CN Sant Feliu  | UE Horta      | 9-5      |
| 2015 | CE Mediterrani | CN Sant Feliu | 21-6     |